# Michael von Au
Michael von Au (* 25. September 1964 in West-Berlin) ist ein deutscher Theater- und Filmschauspieler.

## Leben
Michael von Au absolvierte ein Schauspielstudium bei Maria Körber und Hilde Hessmann. Er begann seine Karriere in Berlin in der Komödie am Kurfürstendamm. Von dort engagierte ihn Dieter Dorn 1988 an die von ihm geleiteten Münchner Kammerspiele. 2001 wechselte von Au mit Dieter Dorn an das Bayerische Staatsschauspiel.
Neben Dorn arbeitete er auch mit Regisseuren wie Helmut Griem, Anselm Weber, Christian Stückl, Jens-Daniel Herzog, Thomas Bischoff, Franz Xaver Kroetz, Hans-Ulrich Becker, Elmar Goerden, Barbara Frey und Thomas Langhoff.
Engagements führten ihn u. a. ans Theater in der Josefstadt (Wien), ans Schauspielhaus Bochum, ans Nationaltheater Mannheim, ans Staatstheater Stuttgart, ans Fritz Rémond Theater (Frankfurt am Main), ans Renaissance-Theater und Schlosspark Theater (Berlin), an die Komödie im Bayerischen Hof (München), an die Komödie Winterhuder Fährhaus (Hamburg) sowie zu den Salzburger Festspielen.
Neben seiner Theaterarbeit trat er in zahlreichen Fernsehrollen auf, unter anderem als Florian Unger in der ersten Staffel der ZDF-Serie Samt und Seide und als Richard Liliental in der ARD-Serie Armans Geheimnis. Auch in den bekannten Kriminalfilmreihen Der Alte, Tatort und SOKO München hat er schon in einigen Folgen mitgespielt. Mit Doris Dörrie drehte er die preisgekrönte Komödie Keiner liebt mich. 2004 hatte er eine Hauptrolle in dem mehrfach ausgezeichneten Kinder- und Jugendfilm Wer küsst schon einen Leguan?.
Michael von Au ist bekennender Hertha-BSC-Fan.

## Theaterarbeiten (Auswahl)
Münchner Kammerspiele (1989–2001):
- Besucher von Botho Strauß (UA) – Junger Mann, Max-Double – Regie: Dieter Dorn
- Sieben Türen von Botho Strauß (DE) – Junger Verkäufer, Das Nichts, Colombine – Regie: Dieter Dorn
- Seid nett zu Mr. Sloane – Sloane – Regie: Helmut Griem
- Die Minderleister von Peter Turrini – Ringo – Regie: Anselm Weber
- Karlos von Tankred Dorst (UA) – Der unerhört Häßliche, Chor – Regie: Dieter Dorn
- König Lear von William Shakespeare – Edmund – Regie: Dieter Dorn
- Viel Lärmens um nichts von William Shakespeare – Benedikt – Regie: Christian Stückl
- Die Nationalgaleristen von Simone Schneider (UA) – Lolek – Regie: Jens-Daniel Herzog
- New York. New York von Marlene Streeruwitz – Der Taubstumme – Regie: Jens-Daniel Herzog
- Der Sturm von William Shakespeare – Ferdinand – Regie: Dieter Dorn
- Prinz Friedrich von Homburg von Heinrich von Kleist – Prinz Friedrich von Homburg – Regie: Dieter Dorn
- Ithaka von Botho Strauß (UA) – Antinoos – Regie: Dieter Dorn
- Urfaust von Johann Wolfgang Goethe – Mephistopheles – Regie: Thomas Bischoff
- Herr Puntila und sein Knecht Matti von Bertolt Brecht – Regie: Franz Xaver Kroetz

Bayerisches Staatsschauspiel:
- Der Kaufmann von Venedig von William Shakespeare – Bassanio – Regie: Dieter Dorn
- Drei Mal Leben von Yasmina Reza – Henri – Regie: Hans-Ulrich Becker
- Clavigo von Johann Wolfgang Goethe – Clavigo – Regie: Elmar Goerden
- Geschichten aus dem Wiener Wald – Ödön von Horváth – Alfred – Regie: Barbara Frey
- Der Gott des Gemetzels von Yasmina Reza – Michel Houllié – Regie: Dieter Dorn
- Das Ende vom Anfang von Sean O’Casey – Regie: Dieter Dorn
- Ein Mond für die Beladenen von Eugene O’Neill – Regie: Thomas Langhoff, James Tyrone Jr.
- Alkestis nach Euripides von Raoul Schrott – Regie: Dieter Dorn
- Liliom nach Franz Molnár – Regie: Florian Boesch
- Die Au-Schau von Michael von Au – Regisseur und Hauptdarsteller

Schauspielhaus Bochum:
- Die Au-Schau von Michael von Au

Renaissance-Theater Berlin:
- Venus im Pelz

## Filmografie (Auswahl)
- 1984: Berliner Weiße mit Schuss (3 Folgen)
- 1987: Praxis Bülowbogen –  Annelies Party
- 1988: Heidi und Erni – Der liebe Nachbar
- 1990: Der Alte – Ein Schuss zu wenig
- 1990: Endlich allein
- 1991: Tatort – Die chinesische Methode
- 1992: König Lear
- 1992: Tatort: Kainsmale
- 1992: Happy Holiday (TV-Serie, eine Folge)
- 1993: Liebe ist Privatsache
- 1994: Duell im Labyrinth (Kurzfilm)
- 1994: Himmel und Hölle
- 1994: Keiner liebt mich
- 1995: Ich liebe den Mann meiner Tochter
- 1996: Derrick – Riekes trauriger Nachbar
- 1996: Dr. Stefan Frank – Der Arzt, dem die Frauen vertrauen (Folge; Sturm ohne Warnung)
- 1996: Honigmond
- 1997: Aus heiterem Himmel – Schottische Belagerung
- 1997: Busenfreunde
- 1997: Prinz Friedrich von Homburg
- 1998: Sommergewitter
- 1998: Waxwing
- 1999: Bodyguard – Dein Leben in meiner Hand
- 1999: Ein Mann steht auf
- 1999: Heimlicher Tanz
- 1999: SOKO 5113 – Alles aus Liebe
- 1999–2002: Samt und Seide (TV-Serie, 51 Folgen)
- 2001: Das Geheimnis der Mittsommernacht
- 2001: Die Braut meines Freundes
- 2001: Pieces of my Heart (Kurzfilm)
- 2001: Scheidung mit Hindernissen
- 2003: Küss’ niemals einen Flaschengeist
- 2003: Wer küsst schon einen Leguan?
- 2004: Das Bernsteinamulett
- 2004: Der Ferienarzt… Wiedersehen am Gardasee
- 2004: Die Kinder meiner Braut
- 2005: Der See der Träume
- 2006: Siska – Dunkler Wahn
- 2006: Utta Danella – Der Himmel in deinen Augen
- 2006: Liebe ist das schönste Geschenk
- 2006: Familie Dr. Kleist – Klassentreffen
- 2007: Das Echo der Schuld
- 2008: Der Alte –  Bei Einbruch Mord
- 2008: Stürmische Zeiten
- 2009: Ein Strauß voll Glück
- 2012: SOKO 5113 – Todestag
- 2012: Doppelgängerin
- 2013: Aktenzeichen XY ... ungelöst
- 2014: Meine Mutter, meine Männer
- 2014: Die Schneekönigin
- 2015: Um Himmels Willen – Sonnenschein
- 2015: SOKO München – 30 Stimmen und ein Todesfall
- 2015: Armans Geheimnis
- 2015: Das Traumschiff – Macau
- 2016: Rosamunde Pilcher – Argentinischer Tango
- 2016: Blauhimmel
- 2017: Kreuzfahrt ins Glück – Hochzeitsreise nach Sardinien
- 2018: Der Alte – Wer bremst, hat verloren
- 2018: Die Liebe deines Lebens
- 2018: Inga Lindström – Die Braut vom Götakanal
- 2019: SOKO München – Tod eines Kochs
- 2020: SOKO Kitzbühel – Survival Dinner
- 2020: WaPo Bodensee – Mord um sieben
- 2021: Watzmann ermittelt – Schein und Sein
- 2021: Aktenzeichen XY … ungelöst
- 2021: Ein Fall für zwei – Advokaten und Mörder
- 2021: Die Rosenheim-Cops – Der Unvollendete
- 2021: Die Bergretter – Roter Schnee
- 2024: Hubert ohne Staller – Pizza Morte
- 2024: Der Alte – Racheengel

## Hörspiele
- 1988: Botho Strauß: Bagatellen – Regie: Dieter Dorn (Hörspiel – WDR)

## Auszeichnungen
- 2008: Merkur-Theaterpreis der Zeitung Münchner Merkur
- 2017: Bayerischer Kulturpreis[4]